# Chamalèira
Chamaleira (en francès Chamalières) és un municipi francès situat al departament del Puèi Domat i a la regió d'Alvèrnia-Roine-Alps. L'any 2007 tenia 17.710 habitants.

## Demografia

### Població
El 2007 la població de fet de Chamalières era de 17.710 persones. Hi havia 9.702 famílies de les quals 5.224 eren unipersonals (1.906 homes vivint sols i 3.318 dones vivint soles), 2.395 parelles sense fills, 1.470 parelles amb fills i 613 famílies monoparentals amb fills.
La població ha evolucionat segons el següent gràfic:
Habitants censats

### Habitatges
El 2007 hi havia 11.748 habitatges, 9.860 eren l'habitatge principal de la família, 555 eren segones residències i 1.333 estaven desocupats. 2.131 eren cases i 9.593 eren apartaments. Dels 9.860 habitatges principals, 5.173 estaven ocupats pels seus propietaris, 4.420 estaven llogats i ocupats pels llogaters i 267 estaven cedits a títol gratuït; 849 tenien una cambra, 1.800 en tenien dues, 2.598 en tenien tres, 2.358 en tenien quatre i 2.255 en tenien cinc o més. 7.409 habitatges disposaven pel capbaix d'una plaça de pàrquing. A 5.632 habitatges hi havia un automòbil i a 2.481 n'hi havia dos o més.

### Piràmide de població
La piràmide de població per edats i sexe el 2009 era:
| Homes | Edats   | Dones |
| ----- | ------- | ----- |
| 8     | 95 o +  | 24    |
| 56    | 90 a 94 | 104   |
| 132   | 85 a 89 | 304   |
| 188   | 80 a 84 | 340   |
| 348   | 75 a 79 | 688   |
| 428   | 70 a 74 | 624   |
| 320   | 65 a 69 | 508   |
| 404   | 60 a 64 | 496   |
| 376   | 55 a 59 | 464   |
| 620   | 50 a 54 | 792   |
| 600   | 45 a 49 | 732   |
| 584   | 40 a 44 | 604   |
| 688   | 35 a 39 | 612   |
| 684   | 30 a 34 | 604   |
| 660   | 25 a 29 | 800   |
| 572   | 20 a 24 | 688   |
| 452   | 15 a 19 | 488   |
| 392   | 10 a 14 | 464   |
| 388   | 5 a 9   | 320   |
| 284   | 0 a 4   | 328   |

## Economia
El 2007 la població en edat de treballar era d'11.534 persones, 8.465 eren actives i 3.069 eren inactives. De les 8.465 persones actives 7.726 estaven ocupades (3.833 homes i 3.893 dones) i 739 estaven aturades (323 homes i 416 dones). De les 3.069 persones inactives 925 estaven jubilades, 1.393 estaven estudiant i 751 estaven classificades com a «altres inactius».

### Ingressos
El 2009 a Chamalières hi havia 9.575 unitats fiscals que integraven 17.182,5 persones, la mediana anual d'ingressos fiscals per persona era de 24.434 €.

### Activitats econòmiques
Dels 922 establiments que hi havia el 2007, 2 eren d'empreses extractives, 17 d'empreses alimentàries, 3 d'empreses de fabricació de material elèctric, 23 d'empreses de fabricació d'altres productes industrials, 39 d'empreses de construcció, 146 d'empreses de comerç i reparació d'automòbils, 23 d'empreses de transport, 51 d'empreses d'hostatgeria i restauració, 22 d'empreses d'informació i comunicació, 72 d'empreses financeres, 57 d'empreses immobiliàries, 166 d'empreses de serveis, 223 d'entitats de l'administració pública i 78 d'empreses classificades com a «altres activitats de serveis».
Dels 153 establiments de servei als particulars que hi havia el 2009, 1 era una oficina d'administració d'Hisenda pública, 1 oficina del servei públic d'ocupació, 1 gendarmeria, 2 oficines de correu, 15 oficines bancàries, 1 funerària, 8 tallers de reparació d'automòbils i de material agrícola, 1 taller d'inspecció tècnica de vehicles, 6 autoescoles, 1 paleta, 7 guixaires pintors, 2 fusteries, 6 lampisteries, 8 electricistes, 1 empresa de construcció, 23 perruqueries, 5 veterinaris, 28 restaurants, 20 agències immobiliàries, 6 tintoreries i 10 salons de bellesa.
Dels 62 establiments comercials que hi havia el 2009, 2 eren supermercats, 1 una botiga de més de 120 m², 7 botiges de menys de 120 m², 15 fleques, 8 carnisseries, 1 una botiga de congelats, 2 peixateries, 3 llibreries, 8 botigues de roba, 1 una botiga d'equipament de la llar, 2 sabateries, 1 una botiga d'electrodomèstics, 4 botigues de mobles, 2 botigues de material esportiu, 1 una botiga de material de revestiment de parets i terra, 1 un drogueria, 1 una perfumeria i 2 floristeries.

## Equipaments sanitaris i escolars
El 2009 hi havia 1 hospital de tractaments de mitja durada (seguiment i rehabilitació), 1 centre de salut, 8 farmàcies i 1 ambulància.
El 2009 hi havia 3 escoles maternals i 4 escoles elementals. A Chamalières hi havia 2 col·legis d'educació secundària i 2 liceus d'ensenyament general. Als col·legis d'educació secundària hi havia 1.157 alumnes i als liceus d'ensenyament general 1.621.
Chamalières disposava d'un centre de formació no universitària superior de formació tècnica. Disposava d'un institut universitari.

## Poblacions més properes
El següent diagrama mostra les poblacions més properes.